# China Southern Airlines
China Southern Airlines je zračni prijevoznik iz Guangzhoua, Narodna Republika Kina. Šesti je najveći zračni prijevoznik u svijetu po broju prevezenih putnika i najveći u Aziji po floti i broju prevezenih putnika. Osim toga ova kompanija je i četvrta u svijetu po prijevozu domaćih putnika, ponajviše zahvaljujući velikom kineskom tržištu. Iz svojih glavnih središta, zračnih luka u Guangzhou i Pekingu, kompanija leti prema 193 destinacije koristeći svoji flotu od preko 400 zrakoplova.
China Southern Airlines kompanija je utemeljena 1. srpnja 1988. Od tada, ova kompanija je preuzela udjele mnogih manjih kineskih zračnih prijevoznika, ali se i spojila s drugim prijevoznicima te tako postala jedan od tri najveća kineskog zračna prijevoznika, skupa s kompanijama Air China i China Eastern Airlines. China Southern Airlines je član udruženja SkyTeam.
U 2012. China Southern Airlines je prevezao 86,6 milijuna putnika u domaćem i međunarodnom prometu s faktorom popunjenosti od 81%.

## Flota
China Southern Airlines putnička flota sastoji se od sljedećih zrakoplova (kolovoz 2014.):
* F, C, W i Y su kodovi koji označavaju klasu sjedala u zrakoplovima, a određeni su od strane Međunarodne udruge za zračni prijevoz.

### Cargo
China Southern Cargo je tvrtka kćer China Southern Airlinesa. Pružaju uslugu prijevoza roba između Kine i Sjeverne Amerike, Europe i Australije. Najvažnije destinacije su Amsterdam, Anchorage, Chicago, Frankfurt, Los Angeles, Vancouver i Beč u koje lete iz svog sjedišta u zračnoj luci Shanghai. Tvrtka je u studenome 2010. postala član SkyTeam Cargo udruženja.
U srpnju 2015. China Southern Cargo flota se sastoji od sljedećih zrakoplova:

## Nesreće i incidenti
- 2. listopada 1990. dogodila se otmica boeinga 737 kompanije Xiamen Airlines. Zrakoplov je udario u China Southern boeing 757 pri čemu je smrtno stradalo 128 osoba u oba zrakoplova.
- 24. studenoga 1992. China Southern Airlines boeing 737-300 se srušio zbog kvara na motoru udarivši u brdo u blizini grada Guilin. Poginuli su svi putnici i članovi posade, ukupno 141 osoba.[8][9]
- 8. svibnja 1997. boeing 737-300, na letu broj 3456, srušio se na prilazu zračnoj luci Shenzhen pri čemu je poginulo 35 osoba, a 9 ih je ozlijeđeno.[10]
- 22. kolovoza 2006. zrakoplov na letu broj 325 iz Guangzhoua za Sydney morao je biti vraćen nazad u Guangzou nakon sat vremena leta jer je pronađena poruka da se bomba nalazi u zrakoplovu. Putnici su bili ispitivani od strane policije dva sata nakon povratka u Guangzou, te im je nakon toga dozvoljeno ponovno ukrcavanje u zrakoplov i nastavak putovanja. Uhićen je 39-godišnji muškarac iz Australije nakon što je policija utvrdila da se njegov rukopis poklapa s rukopisom na prijetećoj poruci.[11][12]
- 7. ožujka 2008. dogodio se pokušaj otmice zrakoplova na letu iz grada Urumqi za Peking. Otmica je spriječena kada je posada pronašla 19-godišnju žensku osobu kako pokušava proliti benzin u WC-u zrakoplova. Zrakoplov je hitno sletio u grad Lanzhou. Uhićene su dvije osobe.[13]

## Unutarnje poveznice
Najveće svjetske zrakoplovne tvrtke